# Hațeg (Constanța)
Hațeg (antiguamente Arabagi) es una localidad rumana de la comuna de Adamclisi, en el condado de Constanța.

## Toponimia
El nombre antiguo del lugar puede encontrarse escrito como Arabagi. Pasó a llamarse Hațeg.

## Historia
Hacia comienzos del siglo XX la localidad, que ya por entonces pertenecía al condado de Constanța, formaba parte de la comuna de Enigea y tenía contabilizada una población de 215 habitantes.
En la segunda mitad del siglo XX la localidad había pasado a formar parte de la comuna de Adamclisi. En el censo de 2021 la localidad tenía una población de 31 habitantes.